# Witold Klonecki
Witold Szymon Klonecki (ur. 28 września 1930 w Tczewie, zm. 10 sierpnia 2012 we Wrocławiu) – polski matematyk. Absolwent Uniwersytetu Adama Mickiewicza w Poznaniu. W 1963 na podstawie rozprawy O funkcjach fenotypowych, obronionej przed Radą Naukową Instytutu Matematycznego Uniwersytetu Wrocławskiego, uzyskał stopień doktora nauk matematycznych. Stopień doktora habilitowanego nauk matematycznych otrzymał w 1970 za rozprawę "O identyfikowalności mieszanych rozkładów złożonych rozkładów poissonowskich i pewnych losowych mechanizmów kancerogenezy". Od 1983  profesor na Wydziale Podstawowych Problemów Techniki Politechniki Wrocławskiej. Został pochowany na Cmentarzu Świętej Rodziny we Wrocławiu.

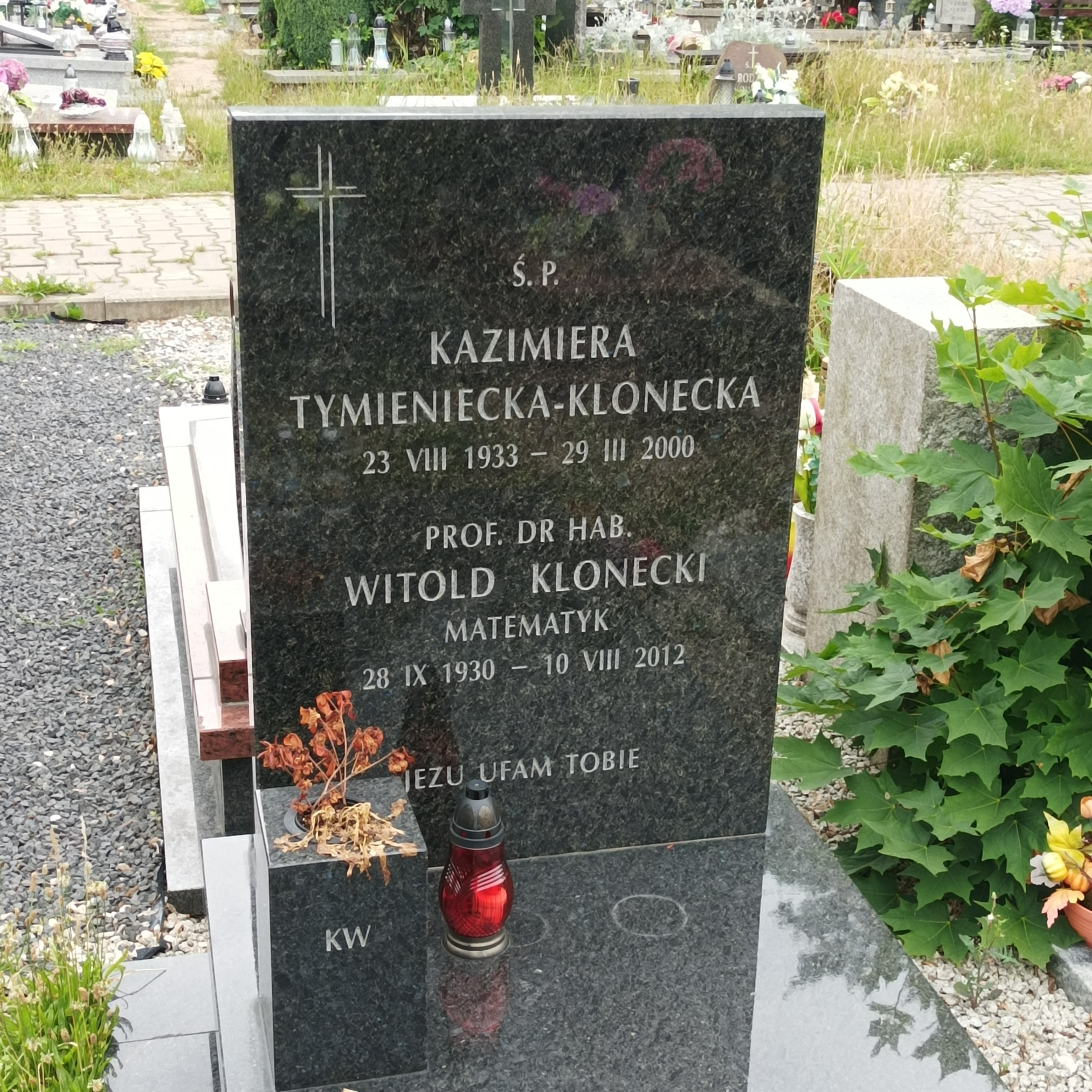
Grób prof. Witolda Kloneckiego na Cmentarzu Świętej Rodziny we Wrocławiu